# Melissa (album)
Melissa – debiutancki album duńskiej heavymetalowej grupy Mercyful Fate, wydany w 1983 przez Roadrunner Records. 

## Tło
Przed wydaniem pierwszej płyty długogrającej zespół miał już na koncie kilka kaset demo oraz EP-kę Mercyful Fate, nagraną i wydaną w Holandii we wrześniu 1982. Muzyka na minialbumie zapowiadała to, co muzycy nagrali na Melissie: dynamiczny heavy metal z wokalistą wyróżniającym się rzadko spotykaną skalą głosu. Obie płyty, nagrane w tym samym składzie, różni jakość produkcji przekładająca się na różnice w brzmieniu.  
Część materiału z Melissy została skomponowana w czasach, gdy późniejsi muzycy Mercyful Fate byli członkami mało znanych zespołów Black Rose i Brats. Curse of the Pharaohs pochodzi z dema punkowej formacji Brats, gdzie nosił tytuł Night Riders (King Diamond zmienił później tekst tego utworu). Z kolei Into the Coven, pierwsza piosenka napisana przez Mercyful Fate, początkowo nosiła tytuł Love Criminals. Pierwotnie Into the Coven miała być też tytułem całego debiutanckiego krążka.  
Wstępne wersje trzech utworów (Curse of the Pharaohs, Evil i Satan's Fall) zostały nagrane w ciągu kilku godzin 19 marca 1983 w The Maida Vale Studios, podczas sesji na żywo Friday Rock Show w BBC Radio 1. Nagrania zostały wyprodukowane przez Tony'ego Wilsona, opracowaniem dźwięku zajmował się David Dade. 
Te trzy utwory BBC wyemitowała 22 kwietnia 1983 i po licznych żądaniach słuchaczy powtórzyła. Dzięki emisjom o Mercyful Fate dowiedziała się holenderska wytwórnia Roadrunner Records. W maju 1983 jej przedstawiciele skontaktowali się z zespołem, w rezultacie czego podpisano kontrakt na wydanie sześciu albumów.

## Nagranie
Płyta została nagrana w osiem dni w kopenhaskim studiu Easy Sound Recording. Utwory zostały uprzednio dokładnie przećwiczone, aby jak najlepiej wykorzystać ograniczony czas. Producentem płyty był współwłaściciel studia Henrik Lund, który nigdy wcześniej nie zajmował się produkcją heavy metalu ani hard rocka. Inżynierem dźwięku był Jacob J. Jorgensen.  
Nagranie głównego wokalu było dla Lunda niezwykłym przeżyciem. King Diamond wniósł do studia niewielki ołtarzyk i czerwone światła, by stworzyć odpowiednią atmosferę dla swojej muzyki. Producent był początkowo zdezorientowany także tekstami Diamonda.  
Lund miksował materiał samodzielnie, nie zezwalając muzykom na obecność w studiu. Kiedy skończył, pozwalał im odsłuchać efekt i zgłaszać uwagi. Potem zespół musiał wracać na zewnątrz i czekać na kolejny miks. Członkowie grupy uważali ten sposób współpracy za irytujący i nieakceptowalny, pojawiały się na tym tle konflikty. Doszło nawet do tego, że niezadowoleni z efektu muzycy zrezygnowali z nagranego utworu – Black Masses został później umieszczony na singlu wydanym w grudniu 1983 w Wielkiej Brytanii. 
Efekt uzyskany przez Lunda okazał się jednak perfekcyjny. Płyta wyróżnia się doskonałą na tle ówczesnej konkurencji produkcją i wiele lat po nagraniu zaskakuje właściwym zharmonizowaniem instrumentów i wokalu, dobrą słyszalnością każdego elementu muzycznego, umiejętnym stosowaniem pogłosów.
Kompozycja Satan's Fall podczas nagrywania rozrosła się do ponad 11 minut. Ten rozbudowany utwór zawiera 16 różnych riffów. Był to najdłuższy utwór zespołu do czasu wydania w 1998 płyty Dead Again.
Album ukazał się w dwóch wersjach audio. Wersja Roadrunner Records (oprócz pierwszego tłoczenia winylu RR9898 Holland 1983) nie zawiera rewerbów na wokalach, słychać w niej za to wokalizę podczas solówki gitarowej w utworze Melissa. Dodatkowo utwór tytułowy i Black Funeral posiadają inny miks. W 1997 Roardunner wydał zremasterowaną wersję tej wersji albumu. Druga wersja, znana z tłoczeń wytwórni Megaforce Records, Caroline Records, Music For Nations oraz Metal Blade Records, posiada rewerby, a także inny miks wymienionych utworów. Nie ma też partii wokalnej Kinga Diamonda podczas solówki w utworze tytułowym.

## Muzyka
Twórcą muzyki jest przede wszystkim Hank Shermann, teksty napisał King Diamond. "Robimy heavy metal inspirowany latami siedemdziesiątymi. Inspirację czerpaliśmy z Judas Priest" – przyznał w jednym z wywiadów Shermann. Wśród innych wpływów można wymienić Black Sabbath, Rainbow Uriah Heep i inne zespoły z kręgu hard rocka oraz rocka progresywnego. 
Muzyka na Melissie jest jednak cięższa, masywniejsza, bardziej intensywna od wzorców z lat 70. Wiąże się to z wpływem rozwijającego się równolegle New Wave of British Heavy Metal (NWOBHM), który z kolei powstał na Wyspach pod wpływem rewolty punkrockowej. Młode, bezkompromisowe europejskie zespoły heavymetalowe poszukiwały na początku lat osiemdziesiątych brzmień mocniejszych, bardziej szorstkich. Podkręcały tempo utworów na płytach, dokładały decybeli na koncertach. zaproponowały własny wizerunek sceniczny, styl ubierania, makijażu i fryzur. I eksperymentowały z tekstami utworów, interesując się mroczną naturą człowieka. 
Muzycy Mercyful Fate przeszli podobne poszukiwania, utarli jednak na tej drodze własną, niepodrabialną ścieżkę. Tym, co odróżnia debiut Mercyful Fate od zespołów brytyjskiej fali, jest przede wszystkim unikatowy wokal Kinga Diamonda. Wokalista operuje głosem o rzadko spotykanej skali, od niskiego, potężnego growlu po wysoki, niemal piskliwy falset. Słychać to np. w At the Sound of the Demon Bell, gdzie Diamond wielokrotnie zmienia wysokość głosu, operuje skrajnymi rozpiętościami skali, miejscami imituje też chórki.  
W połączeniu z urozmaiconą grą gitar i energetyczną, zmienną sekcją rytmiczną dało to efekt muzycznej świeżości, oryginalności. Rozbudowane kompozycje są różnorodne pod względem tempa, pomysłów aranżacyjnych i ozdobników. Mają barwne linie melodyczne, w które wpisują się pełen pasji wokal oraz współgrające z jego diaboliczną naturą partie solowe gitary.  
Mimo wpływów, powinowactw z hardrockową tradycją, efekt słyszalny na debiucie Mercyful Fate jest całkowicie oryginalny. Płyta jest pod względem muzycznym zjawiskiem całkowicie osobnym, nie przypomina niczego, co nagrano w latach osiemdziesiątych. Związki Mercyful Fate z tak zwaną pierwszą falą black metalu istnieją wyłącznie na płaszczyźnie wizerunkowej: inspiracji okultyzmem i satanizmem. Na polu kompozycji i aranżacji Mercyful Fate ma niewiele wspólnego zarówno z Venom, jak i Hellhammer, Bathory czy wczesnym Sodom. 
Muzyka grupy jest ściśle powiązana z tekstami. Całość tworzy aurę mrocznej niezwykłości, obcowania z posępną tajemnicą. Twórczość Mercyful Fate wiąże się również ze starannie kreowanym wizerunkiem Kinga Diamonda oraz występami zespołu na żywo.

## Tytuł płyty i teksty
Tytuł płyty (i tytułowego utworu na płycie) pochodzi od imienia czarownicy, której czaszkę King Diamond miał otrzymać w prezencie. Uszkodzenia czaszki, liczne obrażenia, wskazywały na tortury, śmierć męczeńską kobiety.  
Zespół używał czaszki jako rekwizytu podczas występów scenicznych, zamieścił też jej obraz (w artystycznym przetworzeniu) na okładce płyty. Autorem okładki jest Thomas Holm ze studia Dzyan, fotografię wykonał Thomas Grondahl. Czaszka kobiety została skradziona podczas koncertu w styczniu 1984 w teatrze Paradiso w Amsterdamie.  
W warstwie tekstowej album jest fikcyjną opowieścią o młodej kobiecie, której historia zainspirowała członków Mercyful Fate. Timi "Grabber" Hansen powiedział w jednym z wywiadów: "Melissa była średniowieczną czarownicą, która mieszkała w Danii. Była dla nas źródłem inspiracji".   
Aura opowieści stworzonej na płycie jest tajemnicza i mroczna. Można doszukać się jej pokrewieństw z tradycją europejskiej powieści gotyckiej, a także z bardziej współczesnym horrorem (King Diamond przyznawał się do fascynacji m.in. filmami Egzorcysta i Omen). W utworach pojawiają się liczne wątki okultystyczne i satanistyczne: sabat czarownic w Into the Coven, bluźniercze umieszczenie szatana ponad krucyfiksem w At the Sound of the Demon Bell czy ceremoniały ku czci diabła w Black Funeral oraz Satan's Fall. Inspiracją dla tekstu tego ostatniego była Biblia Szatana autorstwa Antona Szandora LaVeya. 
Są też na płycie wątki bardziej popkulturowe, nawiązujące do legend miejskich. Przykładem Curse of the Pharaohs, podejmujący wątek klątwy Tutanchamona, karzącej rzekomo śmiercią osoby zaglądające do grobowców władców egipskich. Wątek ten był w kulturze XX wieku chętnie podejmowany przez pisarzy i filmowców. 
Zamykająca płytę kompozycja tytułowa przedstawia perspektywę kochanka opłakującego stratę ukochanej kobiety. Melissa została oskarżona o kontakty z diabłem i za te rzekome winy zamordowana przez społeczność chrześcijan (procesy o czary). Tekst zawiera obietnicę zemsty za doznane krzywdy na księdzu stojącym na czele oskarżycieli.   
Mercyful Fate nie był w 1983 jedynym zespołem zafascynowanym tematyką okultystyczno-satanistyczną. Szlak przetarł brytyjski Venom, który miał już na swoim koncie dwa studyjne albumy (Welcome to Hell i Black Metal), jak się później okazało, niezwykle ważne dla rozwoju black metalu i metalu ekstremalnego. O ile jednak Venom odwoływał się do motywów satanistycznych dla ukazania obrazów zepsucia, wypaczenia ludzkiej natury, dla szokowania deprawacją i występkiem, Mercyful Fate używali tych motywów dla budowania subtelniejszych opowieści, pełnych tajemniczości. Miały one budzić lęk swoją nieznaną, a groźną naturą – na wzór powieści gotyckich czy horrorów takich jak Egzorcysta.      
Satanizm w tekstach Kinga Diamonda jest podporządkowany wizerunkowi scenicznemu i widowiskowości. Od początku istnienia zespołu koncerty miały bogatą oprawę służącą atrakcyjności wizualnej. Były niemal spektaklami teatralnymi, pełnymi rekwizytów i demonicznej symboliki.   
W 1985 kompozycja Into the Coven trafiła na listę tzw. Brudnej Piętnastki (Filthy Fifteen). Członkom organizacji Parents Music Resource Center nie podobały się domniemane treści okultystyczne i postanowili zmusić wydawców do umieszczenia na okładce ostrzeżenia dla rodziców. Ze strony przedstawicieli kościoła katolickiego formułowano, zwłaszcza w Stanach Zjednoczonych, nawoływania do bojkotu zespołu Mercyful Fate. Pojawiły się oskarżenia o bluźnierstwo, służenie diabłu i deprawację nieletnich. Pod wpływem tych działań w połowie lat osiemdziesiątych King Diamond postanowił zmienić nieco wizerunek i przekaz, zredukował motywy satanistyczne w swojej liryce. "Nie jesteśmy kaznodziejami. Nie chcemy nikogo nawracać" – mówił lider Mercyful Fate.  
Tworzenie albumów koncepcyjnych, mrocznych opowieści, których bohaterkami są kobiety (lub dziewczynki) "przeklęte" lub opętane, a tłem "nawiedzone" domy, stało się od czasu Melissy  znakiem rozpoznawczym twórczości Mercyful Fate (i samego Kinga Diamonda po rozwiązaniu zespołu w 1985).

## Odbiór i wpływ
Melissa oraz następny album studyjny Mercyful Fate, Don't Break The Oath, stały się jednymi z najważniejszych heavymetalowych albumów lat osiemdziesiątych. Obydwa wywarły wpływ na rozwój sceny black metal, thrash metal i extreme metal. Wielu artystów przyznaje się do inspiracji muzyką zespołu, przede wszystkim jednak inspirujące okazały się teksty utworów oraz wizerunek lidera, Kinga Diamonda, pioniera zjawiska corpse paint. 
Materiał spotkał się z na ogół entuzjastycznym przyjęciem krytyki muzycznej. Malcolm Dome z poświęconemu metalowi magazynu muzycznego Kerrang! nazwał album "arcydziełem". Zwracano uwagę na muzyczne powiązania i klimat płyty: "Piosenki takie jak Evil i Curse Of The Pharaohs przywołują na myśl klasyczny Black Sabbath. Ezoteryczne teksty Kinga i dziwaczny wokal stworzyły niesamowitą atmosferę". Steve Huey z serwisu AllMusic napisał, że zespół "doprowadził mroczne, okultystyczne obsesje Black Sabbath do skrajności". Pisano też o "idealnym połączeniu klasycznego brzmienia heavy metalu z zamiłowaniem do makabry".   
Recenzenci podkreślali sprawność gitarzystów i sekcji rytmicznej, przede wszystkim jednak niezwykłe umiejętności wokalne frontmana. Zwracano też uwagę na atmosferę płyty i koncept albumu. Błażej Grygiel podkreślał, że zespół połączył "melodyjność, precyzję i doskonałe przygotowanie muzyczne z talentem do snucia mrocznych opowieści z siłą równą filmom, książkom i komiksom", nazwał też Melissę "zamkniętą całością, niczym mały horrorowy musical".   
W 2007 magazyn Rock Hard umieścił płytę na 34. miejscu listy 500. najlepszych albumów metalowych wszech czasów. Dekadę później magazyn Rolling Stone umieścił Melissę na 17. miejscu własnej listy 100. najlepszych albumów metalowych. Recenzent Kory Grow pisał w uzasadnieniu, że płyta jest "jak sterydowy Judas Priest prowadzący czarną mszę". Zwracał też uwagę na umiejętności Kinga Diamonda, który "dzięki swojej czterooktawowej skali prezentuje niesamowite akrobatyczne wyczyny wokalne".   
Utwór Evil, w wersji zremasterowanej, pojawił się w komputerowej grze muzycznej Guitar Hero: Metallica z 2009. 

## Lista utworów
1. Evil – 4:46
2. Curse of the Pharaohs – 3:57
3. Into the Coven – 5:11
4. At the Sound of the Demon Bell – 5:24
5. Black Funeral – 2:50
6. Satan's Fall – 11:26
7. Melissa – 6:40

Reedycja Roadrunner z 2005 roku (Remastered)
CD
1. Black Masses (strona B singla Black Funeral) – 4:31
2. Curse of the Pharaohs (sesja radia BBC) – 3:51
3. Evil (sesja radia BBC) – 4:02
4. Satan's Fall (sesja radia BBC) – 10:29
5. Curse of the Pharaohs (demo) – 4:26
6. Black Funeral (demo) – 2:54

DVD
1. Doomed by the Living Dead
2. Black Funeral
3. Curse of the Pharaohs

Utwory na płycie DVD zostały zarejestrowane podczas festiwalu Dynamo w Eindhoven w 1983. Opatrzone są komentarzami Kinga Diamonda.

## Twórcy
- King Diamond – wokal
- Hank Shermann – gitara
- Michael Denner – gitara
- Timi "Grabber" Hansen – gitara basowa
- Kim Ruzz – perkusja